# Быть матерью, быть женщиной
«Быть матерью, быть женщиной» (яп. 母なれば女なれば хаха нарэба онна нарэба) — японский чёрно-белый фильм-драма 1952 года, поставленный режиссёром Фумио Камэи по произведению известного писателя Сунао Токунаги. На съёмку этого фильма были истрачены 2 000 000 иен, полученных режиссёром в качестве компенсации при урегулировании трудового спора с кинокомпанией «Тохо». Режиссёр Камэи, покинув «Тохо» организовал студию «Кинута-пуро» и это была первой из его независимых кинопостановок. Так как денег, полученных от «Тохо» не хватало, режиссёр предложил отдать права на прокат фильма кинокомпании «Тоэй», которая вложила недостающие на постановку средства. Снятая в жанре хаха моно (фильмы о матерях), эта кинолента рассказывает историю матери, жертвующей ради сына своим личным счастьем.

## Сюжет
Харуэ Ясукава потеряла во время воздушного налёта своего мужа, исчез куда-то и её десятилетний сын Синкити. Теперь она работает, имея на своих руках двух маленьких детей. По сосседству, в одном доме с Харуэ, живёт с сестрой Кэндзи Такасэ — учитель средней школы. Они всегда охотно помогают семье Харуэ. Жена Кэндзи ушла от него, когда он был на фронте. Ему нравится Харуэ, и он предлагает ей выйти за него замуж, но Харуэ колеблется, беспокоясь о своих детях. Однажды она встречает старшего сына Синкити, который стал беспризорником. Синкити возвращается к матери, но её дружба с Кэндзи вызывает в нём ревность, и сердце его никак не может оттаять. Разговоры об отношениях матери с учителем доходят до школы, где учится Синкити. Он вновь убегает из дому. Правда, на следующий день он нехотя возвращается. Ради детей Харуэ принимает решение отказаться от предложения учителя. Но вот она узнаёт, что директор школы заставил Кэндзи подать в отставку. Теперь любящие друг друга люди уже не колеблются. Теперь они будут жить вместе, вместе преодолевая все жизненные трудности.

## В ролях
- Исудзу Ямада — Харуэ Ясукава
- Синъити Футакути — Синкити Ясукава, её старший сын
- Нобуо Ито — Сэи Ясукава, младший сын Харуэ
- Рёко Комацубара — Фумико Ясукава, дочь Харуэ
- Такаси Канда — Кэндзи Такасэ
- Хатаэ Киси — Сатико Такасэ
- Масао Мисима — Нагасима
- Ёси Като — директор школы
- Исао Нумадзаки — Кубодэра
- Таниэ Китабаяси — Хидэ

## Премьеры
- — национальная премьера фильма состоялась 17 февраля 1952 года[1].

## Награды и номинации
Премия журнала «Кинэма Дзюмпо» (1953)
- Номинация на премию за лучший фильм 1952 года, однако по результатам голосования кинолента заняла лишь 28 место.